# Kurt Roesch
 Kurt Ferdinand Roesch  (* 12. Dezember 1905 in Berlin; † 8. Oktober 1984 in New Canaan, Connecticut, USA) war ein deutsch-US-amerikanischer Maler und Schriftsteller.
Kurt Roesch studierte von 1925 bis 1926 Malerei bei dem Expressionisten Karl Hofer in Berlin.
1933 emigrierte er nach Amerika und lebte und arbeitete dort viele Jahre in Katonah (New York), später in New Canaan, (Connecticut).
Von 1934 bis 1972 war er als Kunstlehrer am Sarah Lawrence College in Bronxville (New York) tätig.
Roeschs Abstrakte Malerei ist von internationaler Bedeutung. Den deutschen Nationalsozialisten galt sie als "entartet", und 1937 wurden im Rahmen der deutschlandweiten konzertierten Aktion „Entartete Kunst“ aus dem Pfälzischen Gewerbemuseum Kaiserslautern seine Radierungen Mannequin (1930, 21 × 15,2 cm) und Sitzender Akt (um 1930, 21,3 × 15,4 cm) beschlagnahmt und vernichtet.
Roesch war u. a. 1955 an einer großen Gruppenausstellung in der Curt Valentin Gallery in New York beteiligt und Teilnehmer der documenta 1 (1955) und der documenta II im Jahr 1959 in Kassel.
Seine Werke gehören, unter anderem, zu den Sammlungen des Metropolitan Museum of Art und des Museum of Modern Art in New York City.
Kurt Roesch verstarb in seinem Haus in New Canaan.

## Weitere Werke (Auswahl)
- Midtown Manhattan (1939; Öl und Kreide auf Leinwand; Metropolitan Museum)[2]
- Knochen auf dem Tisch (1939, Öl auf Leinwand, 71,8 × 91,1 cm; MoMA)[3]